# Châu Huy
Châu Huy (chữ Hán giản thể:珠晖区, Hán Việt: Châu Huy khu) là một quận thuộc địa cấp thị Hành Dương, tỉnh Hồ Nam, Cộng hòa Nhân dân Trung Hoa. Quận Châu Huy nằm ở bờ bắc Tương Giang, tây bắc giáp Nhạn Phong, đối diện với Thạch Cổ và huyện Hoành Dương qua sông. Phía nam và phía đông là Hoành Đông và Hoành Nam. Quận này có diện tích 227 km2, dân số năm 2003 là 285.000 người, trong đó có 177.615 là dân số phi nông nghiệp. GDP năm 2003 là 1,64 tỷ nhân dân tệ. Quận lỵ đóng tại đường Tương Giang Đông.

## Hành chính
Về mặt hành chính, quận này được chia ra thành
- 6 nhai đạo: Quảng Đông Lộ, Đông Phong, Việt Hán, Miêu Phố, Tân Tương, Dã Kim. *2 trấn: Trà Sơn Ao, Đông Dương Độ
- 2 hương: 酃湖 ? và Hoà Bình.